# Thorogobius angolensis
Thorogobius angolensis es una especie de peces de la familia de los Gobiidae en el orden de los Perciformes.

## Morfología
Los machos pueden llegar a alcanzar los 10,7 cm de longitud total

## Hábitat
Es un pez de Mar y, de clima tropical y demersal que vive entre 26-135 m de profundidad.

## Distribución geográfica
Se encuentra en el Atlántico oriental: desde Pointe Noire (República del Congo) hasta el sur de Angola (13 ° 05'S). 

## Observaciones
Es inofensivo para los humanos. 